# Polypedilum tripunctum
Polypedilum tripunctum är en tvåvingeart som beskrevs av Chaudhuri, Guha och Gupta 1981. Polypedilum tripunctum ingår i släktet Polypedilum och familjen fjädermyggor. Inga underarter finns listade i Catalogue of Life.